# Shuishang
Shuishang (chinesisch 水上鄉 / 水上乡, Pinyin Shuǐshàng Xiāng) ist eine Landgemeinde (鄉,  Xiang) im Landkreis Chiayi der Republik China auf Taiwan.

## Lage
Shuishang liegt etwa im geografischen Mittelpunkt des Landkreises Chiayi, südlich der Stadt Chiayi. Der nördliche Wendekreis (Wendekreis des Krebses, definitionsgemäß die nördliche Begrenzung der Tropen) verläuft durch das Gemeindegebiet. Die maximale Ost-West-Ausdehnung liegt bei etwa 14,3 Kilometern und die Nord-Süd-Ausdehnung variiert zwischen 2 und 6,5 Kilometern. Shuishang besteht überwiegend aus Flachland, das zur Jianan-Ebene gehört. Im Osten geht es in Hügelland über. Im Südwesten bildet der Fluss Bazhang (oder Bazhangxi, 八掌溪,  Bāzhǎng Xī) über etwa 4 Kilometer die Gemeindegrenze.

## Geschichte
Ein früherer Name von Shuishang ist Shuikutou 水堀頭,  Shuǐkū tóu, mit der ungefähren Bedeutung „am Ende des Wasserlochs“. Zur Herrschaftszeit Kangxis wanderten die ersten Han-Chinesen aus dem Kreis Heping der Provinz Guangdong ein. Während der Zeit der japanischen Herrschaft in Taiwan (1895–1945) erfolgten mehrere Verwaltungsreformen und 1920 wurde Shuishang als ‚Dorf‘ (庄,  Zhuāng) reorganisiert. Nach der Übernahme Taiwans durch die Republik China 1945 wurde am 20. Januar 1946 daraus die ‚Landgemeinde‘ (鄉,  Xiāng) Shuishang gebildet, die jedoch wieder aufgelöst und am 6. Juni 1946 der Stadt Chiayi angegliedert wurde. Ab dem 25. Oktober 1950 gehörte Shuishang dann wieder als Landgemeinde zum neu gebildeten Landkreis Chiayi. In der Folgezeit wurden die Dörfer mehrfach reorganisiert. Ab dem 12. Dezember 1952 hatte Shuishang 27 Dörfer, ab dem 1. Januar 1978 23 und seit dem 1. Juni 1986 26 Dörfer.

## Bevölkerung
Mit etwas über 49.000 Einwohnern stand Shuishang 2020 unter den 18 Gemeinden des Landkreises Chiayi an zweiter Stelle. Ende 2017 gehörten 235 Personen (0,5 %) den indigenen Völkern an.
| Gliederung von Shuishang |
|                          |

## Verwaltungsgliederung
Shuishang ist in 26 Dörfer (村,  Cūn) eingeteilt:
1 Xialiao (下寮村)

2 Sanhe (三和村)

3 Huigui (回歸村)

4 Kuanshi (寬士村)

5 Minsheng (民生村)

6 Neixi (內溪村)

7 Liuxiang (柳鄉村)

8 Liulin (柳林村)

9 Liuxin (柳新村)

10 Shuitou (水頭村)

11 Shuishang (水上村)

12 Cuxi (粗溪村)

13 Tugou (塗溝村)

14 Dalun (大崙村)

15 Dajue (大堀村)

16 Longde (龍德村)

17 Nanhe (南和村)

18 Jinghe (靖和村)

19 Sanzhen (三鎮村)

20 Xizhou (溪洲村)

21 Yixing (義興村)

22 Zhongzhuang (中庄村)

23 Zhonghe (忠和村)

24 Nanxiang (南鄉村)

25 Sanjie (三界村)

26 Guoxing (國姓村)

## Landwirtschaft
Von den etwa 69 km² Gemeindefläche werden ungefähr 41 km² landwirtschaftlich genutzt. Im westlichen, wasserreicheren Abschnitt von Shuishang dominiert der Reisanbau, sowie die Kultur von Cantaloup-Melonen, Wassermelonen, Kartoffeln, Rettich, Spinat, Gemüsekohl und chinesischer Senf. Im trockeneren östlichen Hügelland, das etwas östlich der Nationalstraße 3 beginnt, herrscht der Obstbau vor (Orangen, Papayas, Bananen, Drachenfrüchte), außerdem gibt es Spezialkulturen wie Lotossamen und Platostoma palustre (aus dem Grasgelee hergestellt wird). Die Tierhaltung besteht vorwiegend aus Schweine-, Milchvieh-, Schaf- und Geflügelzucht.

## Verkehr
In Shuishang liegt der Flughafen Chiayi, dessen Bedeutung als Inlandsflughafen allerdings seit der Eröffnung der Hochgeschwindigkeits-Zugverbindung (THSR) deutlich abgenommen hat. Shuishang wird von zwei Autobahnen in Nord-Süd-Richtung durchquert – zum einen der Nationalstraße 1, die westlich am Stadtgebiet von Chiayi vorbeiläuft und zum anderen der Nationalstraße 3, die östlich an Chiayi vorbeizieht. Von Chiayi kommend verläuft die Provinzstraße 3 in südwestlicher Richtung durch Shuishang. Parallel zu ihr verläuft die Strecke der Taiwanischen Eisenbahn, die zwei Haltebahnhöfe in Shuishang aufweist: Nanjing und Shuishang. Westlich von Shuishang liegt die Trasse der Taiwanischen Hochgeschwindigkeitsbahn. Die wichtigste Straßenverbindung in Ost-West-Richtung ist die Provinz-Schnellstraße 82, die auch die beiden Autobahnen miteinander verbindet.

## Besonderheiten
Die bekannteste Attraktion Shuishangs ist das Wendekreis-des-Krebses-Denkmal (嘉義北回歸線標誌,  Jiāyì Běi Huíguīxiàn Biāozhì, ), das in seiner jetzigen Form 1995 fertiggestellt wurde. Zuvor waren seit dem Jahr 1908 nacheinander fünf weitere, wesentlich kleinere Monumente in der Umgebung errichtet worden. Der 3,5 km lange Jiayou-Radwanderweg  (嘉油鐵馬道,  Jiā yóu tiěmǎ dào) führt entlang der Trasse der ehemaligen Schmalspurbahn der China Petroleum Company durch abwechslungsreiche Umgebung nach Chiayi.

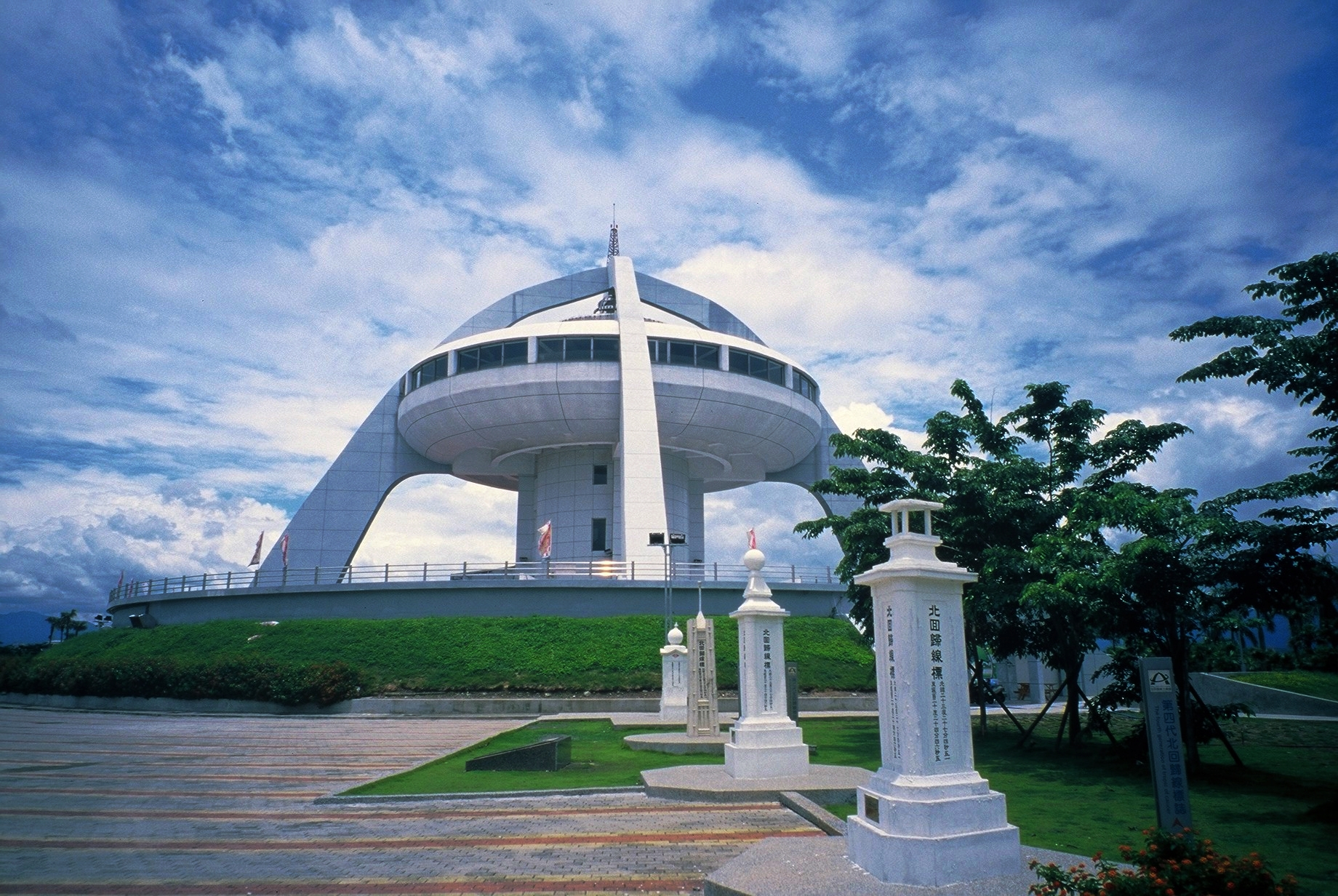
Wendekreis-des-Krebses-Denkmal, im Vordergrund vier frühere Monumente
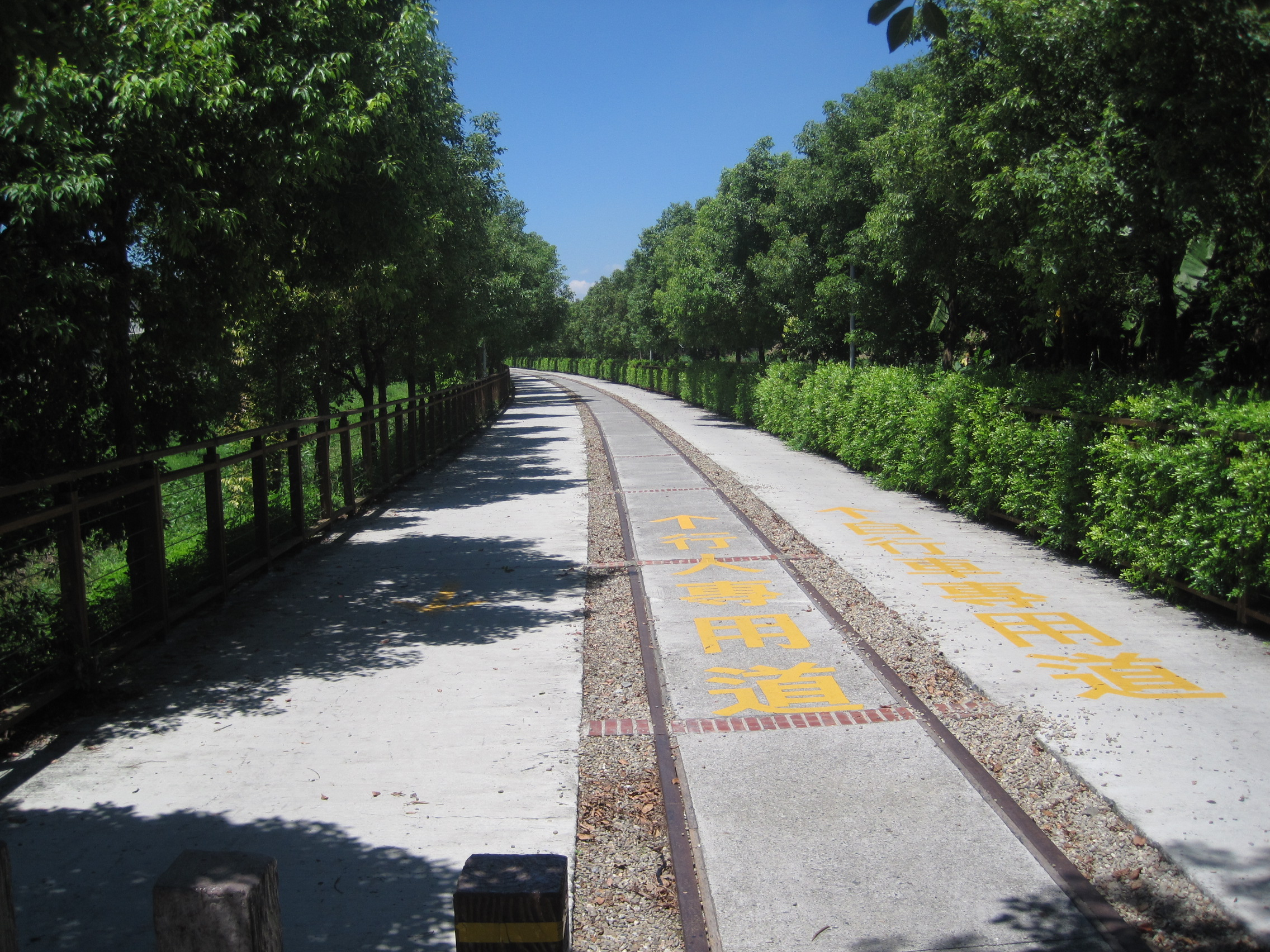
Jiayou-Radwanderweg